# Acraephia astralis
Acraephia astralis är en insektsart som beskrevs av William Lucas Distant 1905. Acraephia astralis ingår i släktet Acraephia och familjen lyktstritar. Inga underarter finns listade i Catalogue of Life.